# Wipe Yer Feet
Wipe Yer Feet è un cortometraggio muto del 1915 diretto da Norval MacGregor. Prodotto dalla Selig Polyscope Company su un soggetto di O.H. Nelson, aveva come interpreti John Lancaster, Lyllian Browne Leighton, Elsie Greeson, Sidney Smith.

## Trama
La signora Bridget Clancy vorrebbe tenere sempre ben pulita la cucina, ma si scontra con tutti quello che vi entrano, sporcando il pavimento. Litiga con un venditore di statuette italiano, con un altro venditore ambulante ma, soprattutto, ha a che dire proprio con Michael, suo marito, che le arriva in casa con le scarpe sporche del fango della fogna, dove sta adesso lavorando. Maggie, la loro bella figlia, ha due corteggiatori, Terry Ragen e Paddy Dillon, ma sembra che quello favorito dai genitori sia Terry. Paddy non si dà per vinto e aiuta il vecchio Michael quando la moglie gli affida il compito di pulire lui il pavimento della cucina. Paddy lo copre tutto di schiuma di sapone, dopodiché tutti quelli che entrano nella stanza scivolano e si mettono a pattinare, eseguendo tutta una serie di acrobazie per non cadere. La sua mossa si dimostra vincente e Paddy, con la sua pensata, conquista la mano di Maggie.

## Produzione
Il film fu prodotto dalla Selig Polyscope Company.

## Distribuzione
Distribuito dalla General Film Company, il film - un cortometraggio in una bobina - uscì nelle sale cinematografiche statunitensi il 1º gennaio 1915.